# Lalendorf (stacja kolejowa)
Lalendorf (niem. Lalendorf) – stacja kolejowa w Lalendorf, w kraju związkowym Meklemburgia-Pomorze Przednie, w Niemczech. Znajduje się na skrzyżowaniu linii Bützow – Szczecin i Neustrelitz – Warnemünde. Według DB Station&Service ma kategorię 7.

## Stacja
Stacja znajduje się w gminie Lalendorf w powiecie Rostock, około 10 kilometrów na wschód od Güstrow i około 40 kilometrów na południowy wschód od Rostoku. Linia kolejowa z Bützow biegnie w kierunku wschodnio-zachodnim, linia kolejowa z Neustrelitz do Warnemünde z południowego wschodu na północny zachód.

## Linie kolejowe
- Linia Bützow – Szczecin
- Linia Neustrelitz – Warnemünde